# Hans Haug (Jurist)
Hans Haug (* 14. April 1921 in St. Gallen; † 12. April 1995 ebenda) war ein Schweizer Jurist und langjähriges leitendes Mitglied des Schweizerischen Roten Kreuzes (SRK) und der Liga der Rotkreuz-Gesellschaften sowie Mitglied des Internationalen Komitees vom Roten Kreuz (IKRK).

## Leben
Hans Haug wurde 1921 in St. Gallen geboren. Er studierte Rechtswissenschaften an den Universitäten von Genf und Zürich und schloss sein Studium 1946 mit dem Doktorat der Universität Zürich ab. Von 1967 bis 1986 war er Inhaber des Lehrstuhls für Internationales öffentliches Recht an der Hochschule für Wirtschafts- und Sozialwissenschaften (HSG) in St. Gallen.
1946 wurde er Mitglied des Schweizerischen Roten Kreuzes. Von 1952 bis 1967 übernahm er das Amt des Generalsekretärs des SRK, von 1968 bis 1982 war er dessen 15. Präsident. Zur gleichen Zeit war er Kraft dieses Amtes auch einer von mehreren Vizepräsidenten der Liga der Rotkreuz-Gesellschaften. Von 1971 bis 1980 gehörte er dem Rat des Henry-Dunant-Institutes an, davon von 1978 bis 1980 als dessen Präsident. Im März 1983 wurde er vom Internationalen Komitee vom Roten Kreuz als Mitglied kooptiert. Nach seinem Ausscheiden aus dem Komitee im Jahr 1991 wurde er ein Jahr später zum Ehrenmitglied ernannt. Er starb vier Jahre später in seiner Geburtsstadt.
Besonderen Einfluss hatte Hans Haug in der akademischen Forschung und Ausbildung zur Geschichte und den juristischen Grundlagen der Rotkreuz-Bewegung. Sein in Zusammenarbeit mit anderen Autoren verfasstes und in mehreren Sprachen erschienenes Buch Menschlichkeit für alle. Die Weltbewegung des Roten Kreuzes und des Roten Halbmonds gilt in diesem Bereich als Standardwerk.

## Auszeichnungen
- 1990: Preis der Stiftung Dr. J. E. Brandenberger «in Würdigung seiner grossen Verdienste im Kampf gegen die Folter, seines Einsatzes für die Menschenrechte und seines Wirkens zur Linderung der Folgen von Krieg und Katastrophen»[1]

## Werke (Auswahl)
- Hans Haug: Neutralität und Völkergemeinschaft. Polygraphischer Verlag, Zürich und St. Gallen 1962, ISBN 3-72-550460-1
- Alois Riklin, Hans Haug, Raymond Probst: Neues Handbuch der schweizerischen Aussenpolitik. Haupt Verlag AG, Bern 1992, ISBN 3-25-804565-8 (erstmals erschienen 1975 unter dem Titel Handbuch der schweizerischen Aussenpolitik; ISBN 3-25-802364-6)
- Hans Haug, Hans-Peter Gasser, Francoise Perret, Jean-Pierre Robert-Tissot: Menschlichkeit für alle. Die Weltbewegung des Roten Kreuzes und des Roten Halbmonds. 3. Auflage. Haupt Verlag AG, Bern 1995, ISBN 3-25-805038-4